# هارفي غولدبرغ
هارفي غولدبرغ (بالإنجليزية: Harvey Goldberg)‏ هو مؤرخ أمريكي، ولد في 13 مارس 1922، وتوفي في 20 مايو 1987.